# سیارک ۷۲۱۹
سیارک ۷۲۱۹ (به انگلیسی: 7219 Satterwhite، نامگذاری:1981EZ47) هفت هزار و دویست و نوزدهمین سیارک کشف شده‌است که در ۳ مارس ۱۹۸۱ کشف شد.
قدر مطلق سیارک برابر ۱۸.۶ است.